# Irène Némirovsky
Irène Némirovsky (Kiev, Ucrânia, 11 de fevereiro de 1903–Auschwitz, Polônia, 17 de agosto de 1942) foi uma escritora judia que viveu e trabalhou na França e morreu durante a II Guerra Mundial no campo de extermínio de Auschwitz-Birkenau.
Sua obra-prima é o livro Suite Française. Irène escreveu a história, à mão, nas páginas de um caderno, durante a ocupação da França pelos nazistas. Por ser judia, o escreveu em segredo, mas nunca conseguiu finalizar, pois em 1942, ela foi presa; mandada para Auschwitz, onde morreu em um campo de concentração, de tifo.
Este manuscrito ficou guardado pela sua filha mais velha, Denise Epstein-Dauplé, durante décadas, pois Denise não teve coragem de abrir o caderno para ler. Imaginava que se tratava de um diário pessoal da mãe, e que seria doloroso demais ler aquilo. No final dos anos 1990, no entanto, Denise fez um acordo com um arquivo francês de doação dos papéis de sua mãe – e aí decidiu examinar o caderno. Acabou descobrindo que as anotações pessoais de Irène Némirovsky tratava-se de um belíssimo romance, que narrava brilhantemente o desenrolar de uma quase relação, uma quase história de amor, uma coisa que não chega a acontecer, mas que é descrito com muitos detalhes e vivacidade. Uma verdadeira obra-prima.
Suite Française foi publicado na França em 2004 e em seguida em diversos outros países. Tornou-se um best-seller internacional. O filme estava em pré-produção, as filmagens ainda não haviam começado, quando Denise Epstein-Dauplé morreu, em 2013. Os créditos finais dedicam o filme a ela.
“É uma sensação extraordinária ter trazido minha mãe de volta à vida”, ela disse. “Mostra que os nazistas não conseguiram de fato matá-la. Não sei se é uma vingança, mas é uma vitória”.

## Obras
- David Golder : roman
- O baile
- Suite francesa
- O Senhor das Almas: romance
- Os cães e os lobos
- O vinho da solidão